# Hoʻoponopono

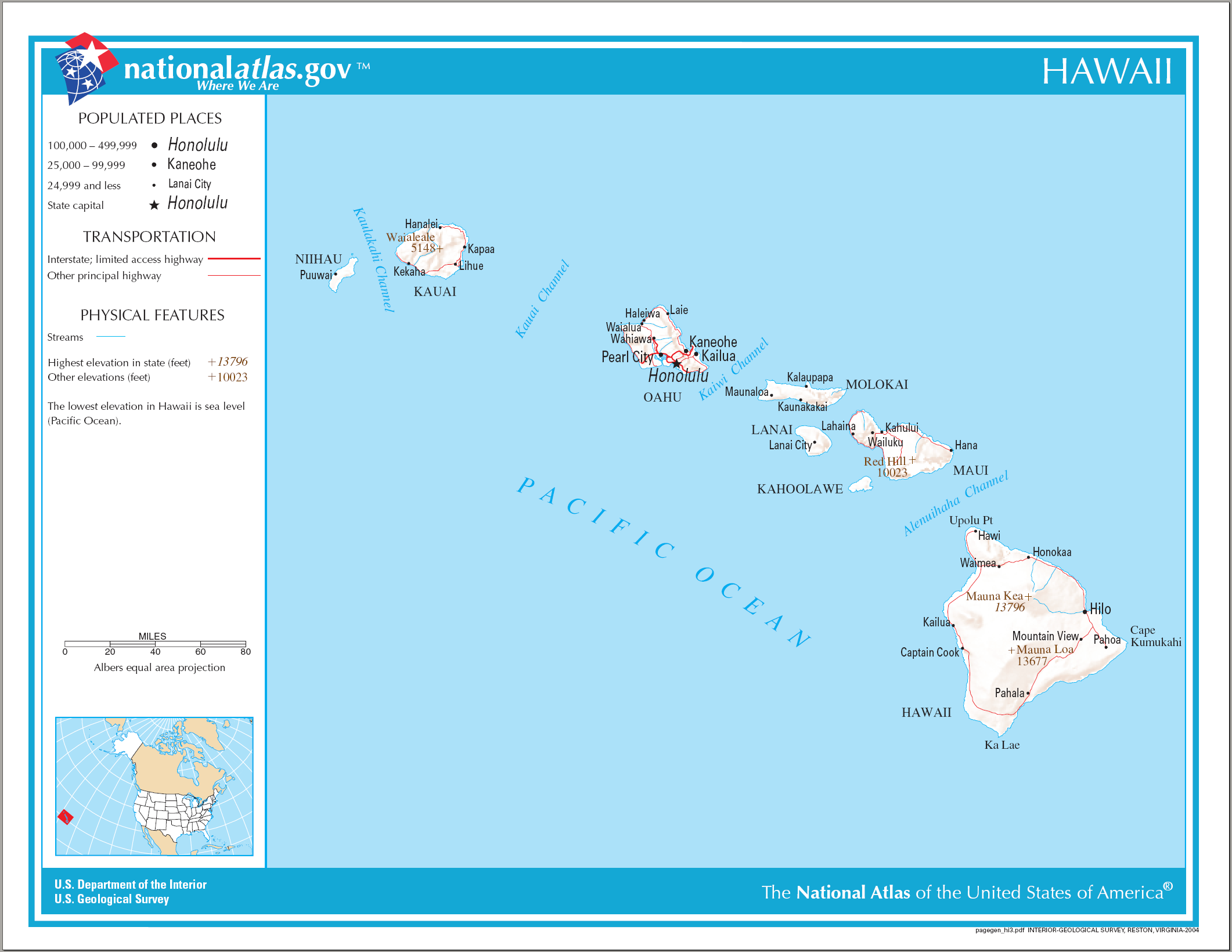
Mapa del archipiélago principal de Hawái.

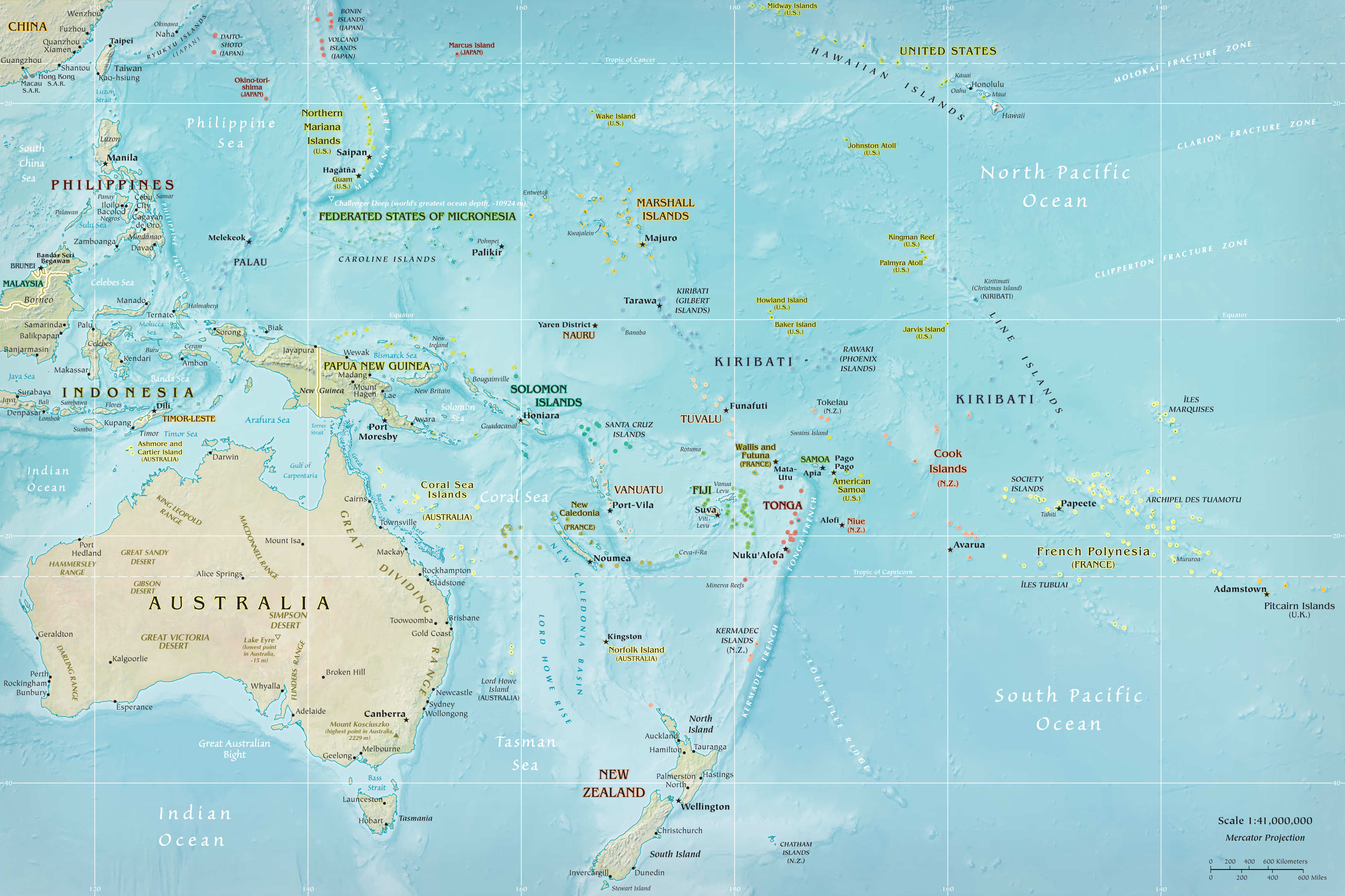
Mapa de la MUG llamada Oceanía.

Hoʻoponopono es una tradición hawaiana dirigida a la resolución de problemas interpersonales, basada en la reconciliación y el perdón.
Es similar a otras tradiciones presentes en culturas distribuidas por las islas del Pacífico Sur. El hoʻoponopono tradicional era practicado por los chamanes o curanderos, preferentemente por un miembro de la familia. 
Actualmente el término se utiliza principalmente para nombrar una práctica de sanación, que fue adaptada en 1976 desde la tradición original por Morrnah Nalamaku Simeona, y difundida originariamente por Estados Unidos a través de las creencias Nueva Era. 

## Etimología
La palabra hawaiana se traduce como corrección o supervisión.  

## Práctica tradicional

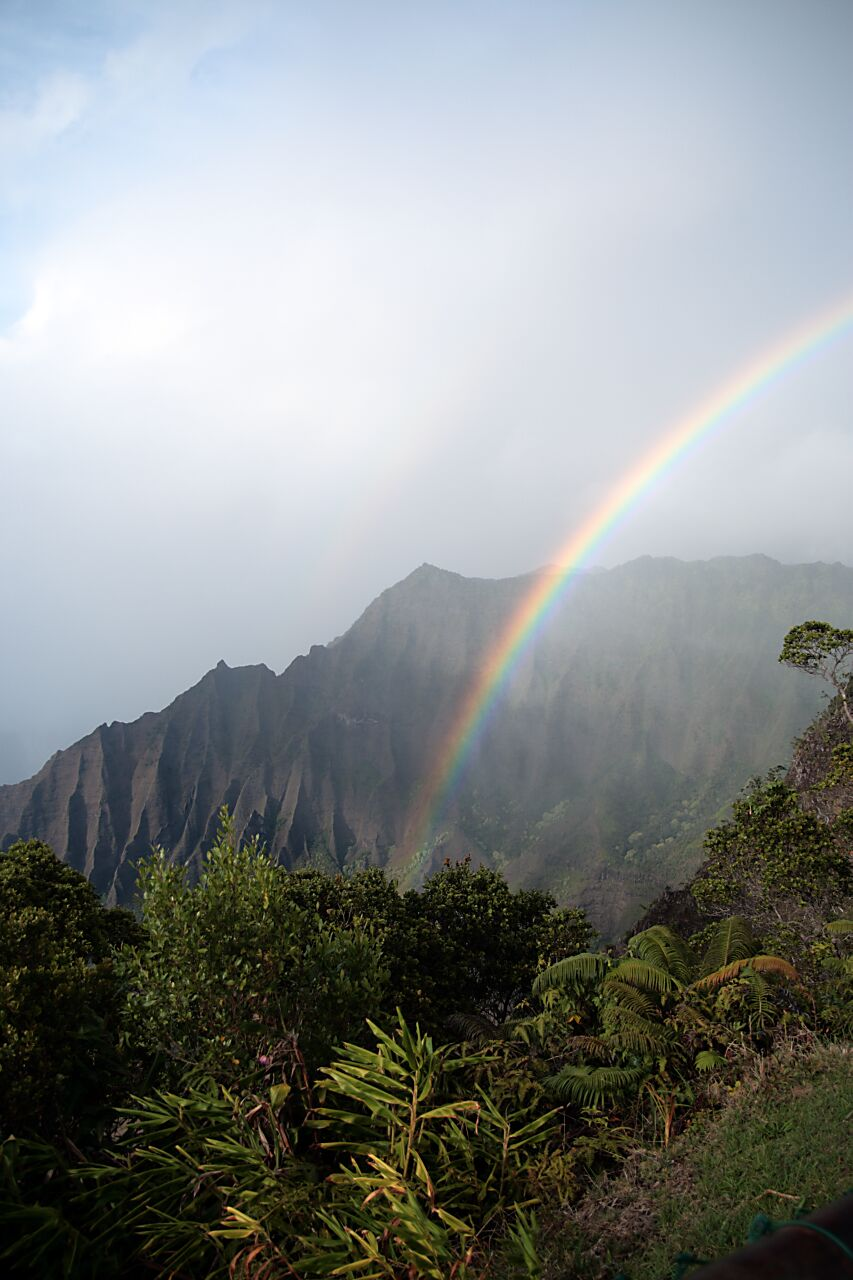
Valle Kalalau desde el parque estatal. Koke'e, donde Nana Veary enseñaba hoʻoponopono.

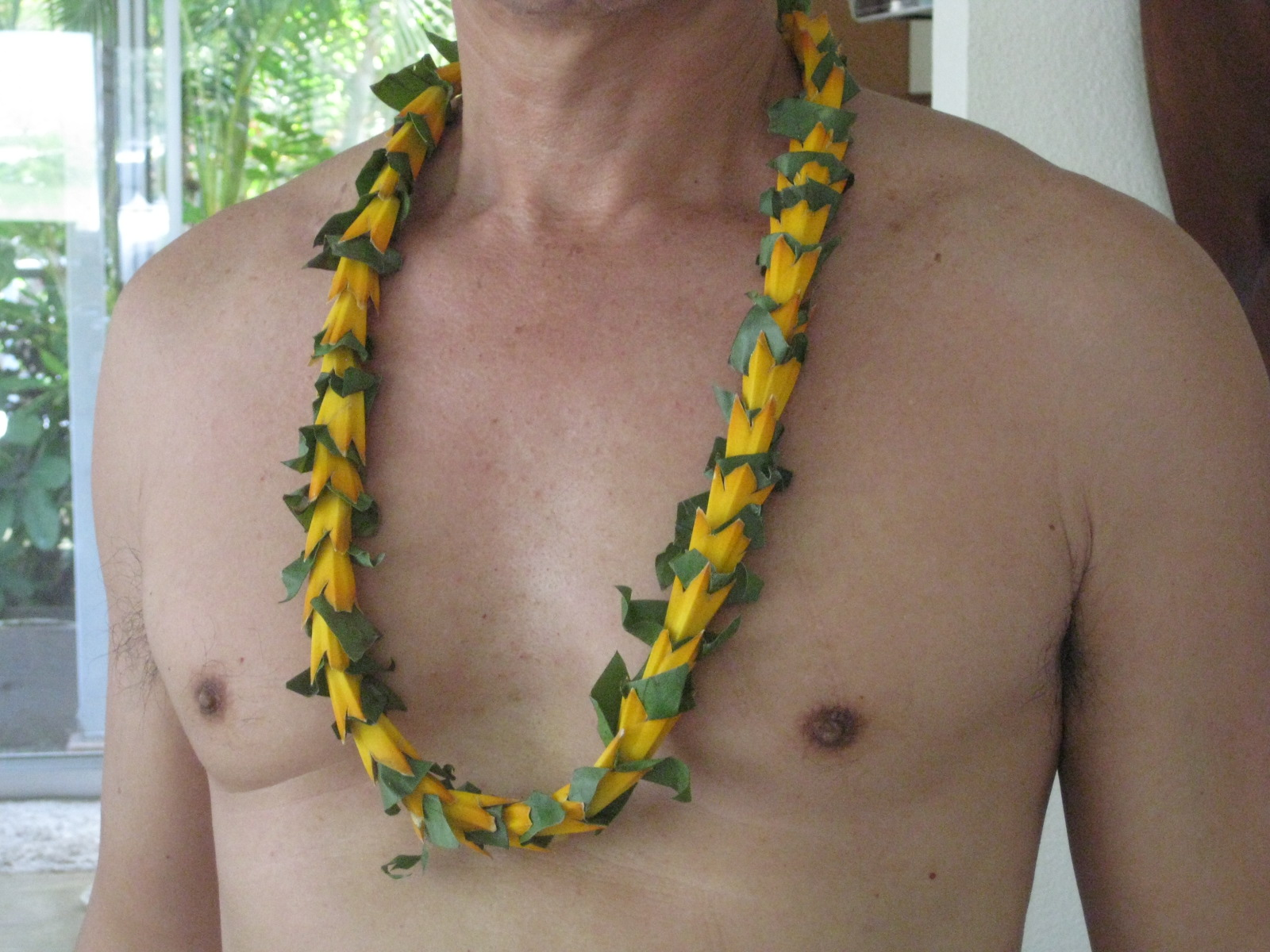
Un lei hecho con la fruta del pandanus. En la tradición de kahuna Makaweliweli de Molokaʻ se entregaba un lei de pandanus al completar hoʻoponopono.

Hoʻoponopono se define en el diccionario hawaiano como «higiene mental: conferencias familiares en donde las relaciones se corrigen a través de la oración, discusión, confesión, arrepentimiento, compensación mutua y el perdón». Literalmente, hoʻo es un vocablo utilizado para convertir en verbo al sustantivo siguiente. En este caso transforma en verbo al sustantivo pono, que es definido como 

«bondad, rectitud, moralidad, cualidades morales, procedimiento apropiado o correcto, excelencia, bienestar, prosperidad, beneficio, condición verdadera o natural, deber, adecuado, propio, justo, virtuoso, equitativo, beneficioso, exitoso, en perfecto orden, preciso, correcto, facilitado, aliviado, deber, necesario».
Ponopono es definido como «enderezar; poner en orden o en forma, corregir, revisar, ajustar, enmendar, regular, arreglar, rectificar, ordenar, arreglar ordenada o pulcramente».
La prominente erudita hawaiana Mary Kawena Pukui escribió que era una costumbre en el Hawái antiguo y esto se apoya en historias tradicionales de ancianos hawaianos contemporáneos.
Pukui (nacida en 1895), comenzó a registrar observaciones y experiencias de su infancia en su libro publicado en 1958. El escritor Max Freedom Long, quien vivió en Hawaiʻi de 1917 hasta aproximadamente 1926, documentó hoʻoponopono tradicionales tal como los celebraban las familias hawaianas, en su libro publicado en 1936.
A pesar de que la palabra hoʻoponopono no fue usada, algunos de los primeros historiadores hawaianos documentaron una creencia en la que enfermedades eran causadas por romper kapu, o leyes espirituales, y que la enfermedad no podía ser curada hasta que quien la sufriera hubiera expiado esa transgresión, frecuentemente con la asistencia de un sacerdote que oraba (kahuna pule) o un sacerdote sanador (kahuna lapaʻau). Se buscaba el perdón de los dioses o de la persona con quien hubiera una disputa.
Pukui lo describió como una costumbre en donde los miembros de una familia se reunían con otros miembros de su familia no tan inmediatos donde «ponían en orden» relaciones familiares disfuncionales. Algunas familias se reunían diaria o semanalmente, para prevenir que surgieran problemas. Otros cuando alguna persona se enfermaba, creyendo que la enfermedad se debía a la tensión de la ira, culpa, recriminaciones y falta de perdón. Kupuna Nana Veary escribió que cuando cualquiera de los niños en su familia se enfermaban, su abuela preguntaba a los padres: «¿Qué han hecho?» Creían que solamente se curaría con el perdón entero de la familia completa.
Hoʻoponopono corrige, restaura y mantiene buenas relaciones entre los miembros de la familia y sus dioses o Dios al llegar a las causas y origen del problema. Generalmente el miembro más antiguo de la familia las conduce. Él o ella reúnen a la familia, si la familia no puede resolver algún conflicto involucran a alguien ajeno a quien respeten.
El proceso comienza con oraciones. Se hace una declaración del problema y se discute la transgresión. Se espera que los miembros de la familia resuelvan los problemas y cooperen, no que se aferren a los errores cometidos.  Se toman uno o más momentos de silencio para reflexionar en el enredo de emociones y lesiones. Los sentimientos de todos son tomados en cuenta. Después se confiesan, arrepienten y perdonan. Todos liberan (kala) al otro, lo sueltan. Se desprenden del pasado (ʻoki), y juntos concluyen el evento con un festín ceremonial llamado pani que frecuentemente incluye comer limu kala o alga kala, que simboliza la liberación.
En una variante usada por la familia de kahuna Makaweliweli de la isla de Molokaʻi, la finalización del hoʻoponopono se representa dándole a la persona perdonada una lei (Hawaii) hecha de la fruta del árbol de hala.
«La tía» Malia Craver, que trabajó en los Centros infantiles de la Reina Liliʻuokalani (QLCC por sus siglas en inglés, Queen Lili Children's Centers) durante más de 30 años, enseñó cursos de hoʻoponopono tradicional. El 30 de agosto de 2000, habló en las Naciones Unidas acerca de ello.

## Tradiciones similares
En muchas culturas polinesias se cree que los errores de las personas (llamados hara o hala) provocan enfermedades. Existen creencias que indican que esos errores enojan a los dioses, o que atraen a dioses malevolentes, y otros creen que es la culpabilidad  la que enferma.
Entre las islas de Vanuatu en el Pacífico Sur de Oceanía las personas creen que las enfermedades son causadas por malas conductas sexuales o ira. «Si permaneces enojado por dos o tres días te enfermas», dijo un hombre de ese lugar. La terapia sería la confesión. El paciente o algún miembro de su familia pueden confesarse, si nadie confiesa el error el paciente puede morir. El pueblo Vanuatu creen que mantenerlo en secreto es lo que le da poder a la enfermedad. En cuanto el error sea confesado pierde su poder sobre la persona.
El pueblo de Tikopia en las Islas Salomón y en Rarotonga en las Islas Cook, cree que los pecados del padre afectan a los hijos. Si un niño está enfermo se sospecha que sus padres se pelean o tienen mala conducta. Además de enfermedad, el desorden social puede causar que la tierra sea estéril u otros desastres. La armonía puede ser restablecida con una confesión y una disculpa.
En Pukapuka se acostumbraba confesar a los pacientes para determinar el curso de acción apropiado con el fin de sanarles.
Existen tradiciones similares en Samoa, Tahití y entre los maoríes de Nueva Zelanda.

## Usos modernos
A finales del siglo XIX, los tribunales de Hawái comenzaron a ordenar que los jóvenes y adultos que delinquieran trabajaran con un anciano que conduciría un hoʻoponopono para sus familias, como una forma alternativa de resolver sus problemas. El hoʻoponopono era realizado en la forma tradicional, con un practicante elegido por la familia de una lista de oficial.
Algunos practicantes nativos proveen hoʻoponopono a personas que de otra manera buscarían orientación familiar.

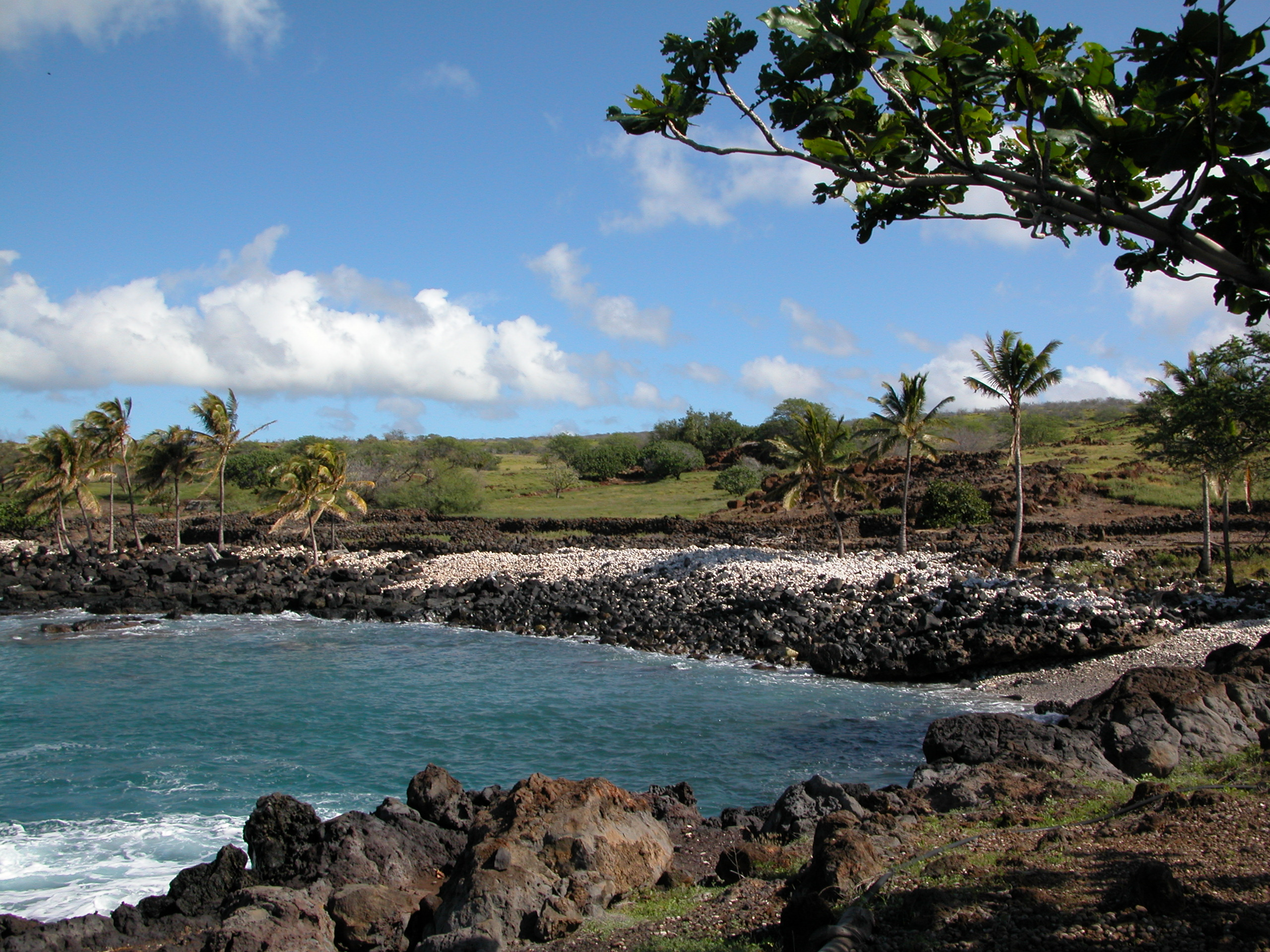
El sitio de los restos parcialmente restaurados de la villa de Koaiʻe en el Parque Histórico del lago Lapakahi de la isla de Hawái, en el distrito de North Kohala. Desde comienzos del, esta villa ha sido un centro del lapaʻau.

En 1976 Morrnah Nalamaku Simeona, considerada como una sacerdotisa sanadora o kahuna lapaʻau, adaptó el hoʻoponopono tradicional para promocionarlo fuera de su lugar de origen.  
La versión de Simeona está influenciada por su educación cristiana (protestante y católica) y sus estudios filosóficos sobre la India, China y Edgar Cayce. Como en las tradiciones hawaianas y cristianas, mantiene la oración y le añade el concepto hinduista del karma.